# Lago Venerocolo
Il lago Venerocolo è un lago artificiale situato in val d'Avio, laterale della val Camonica, in provincia di Brescia.
Posto a 2540 metri di quota ai piedi della incombente parete nord dell'Adamello, è il più elevato tra i numerosi bacini artificiali del massiccio e tra i più alti dell'intera catena alpina.
Realizzato a scopo idroelettrico, è sostenuto da una diga a sperone in calcestruzzo, costruita nel 1959. Essa è alta 27 metri, lunga 380 metri al coronamento e possiede un volume di 42 000 metri cubi.
L'invaso, a pieno regime, è ampio poco meno di 20 ha e può arrivare a contenere 2,5 milioni di metri cubi d'acqua, per lo più prodotta dal disgelo primaverile. Data la quota elevata, si presenta gelato in superficie per molti mesi l'anno, restando completamente libero dal ghiaccio soltanto nel periodo estivo.
Una caratteristica peculiare di questo ed altri bacini artificiali, quali il lago Benedetto, è il colore chiaro, tendente al grigio, delle acque. Ciò è dovuto alla notevole quantità di limo in sospensione, prodotto derivato dal dilavamento delle rocce a base tonalitica che costituiscono il fondo del lago e l'ossatura delle montagne circostanti.
Il Lago Venerocolo rappresenta il bacino culminante di un ardito sistema idroelettrico, costituito, oltre ad esso, dai laghi Pantano, Benedetto ed Avio. Tutti questi bacini sono connessi tra di loro ed alimentano la centrale idroelettrica di Edolo. Tuttavia l'acqua del lago Venerocolo e del lago Pantano, che sono i due invasi collocati alla massima quota, alimenta anche una piccola centrale collocata sulle sponde del lago Benedetto.

## Accessi
Il lago Venerocolo può essere raggiunto solo a piedi tramite sentieri, in quanto la funivia che vi giunge dal Dosso Lavedole è ad uso esclusivo degli addetti al controllo della diga.
La via più diretta che vi giunge dal fondovalle parte da Temù e risale tutta la val d'Avio costeggiando i diversi laghi. Fino a Malga Caldea (1584 m) è percorribile anche in automobile, seppur con la dovuta attenzione date le condizioni del fondo stradale; in detta località è presente un parcheggio dalla capacità di alcune decine di posti auto. L'itinerario risale poi il gradino roccioso che separa la bassa valle dalla conca in cui sorgono i primi tre laghi, li costeggia in falsopiano per poi risalire in forte pendenza l'ultimo gradino roccioso. Questo tratto del percorso, utilizzato dagli Alpini durante la Guerra Bianca per portare a spalla i rifornimenti al fronte, fu da essi denominato "il Calvario".
Il percorso porta il segnavia numero 11 del Club Alpino Italiano, sezione della val Camonica. Il sentiero numero 1, meglio noto come alta via dell'Adamello, fa tappa al rifugio Garibaldi, situato sulla sponda settentrionale del lago.

## Voci correlate

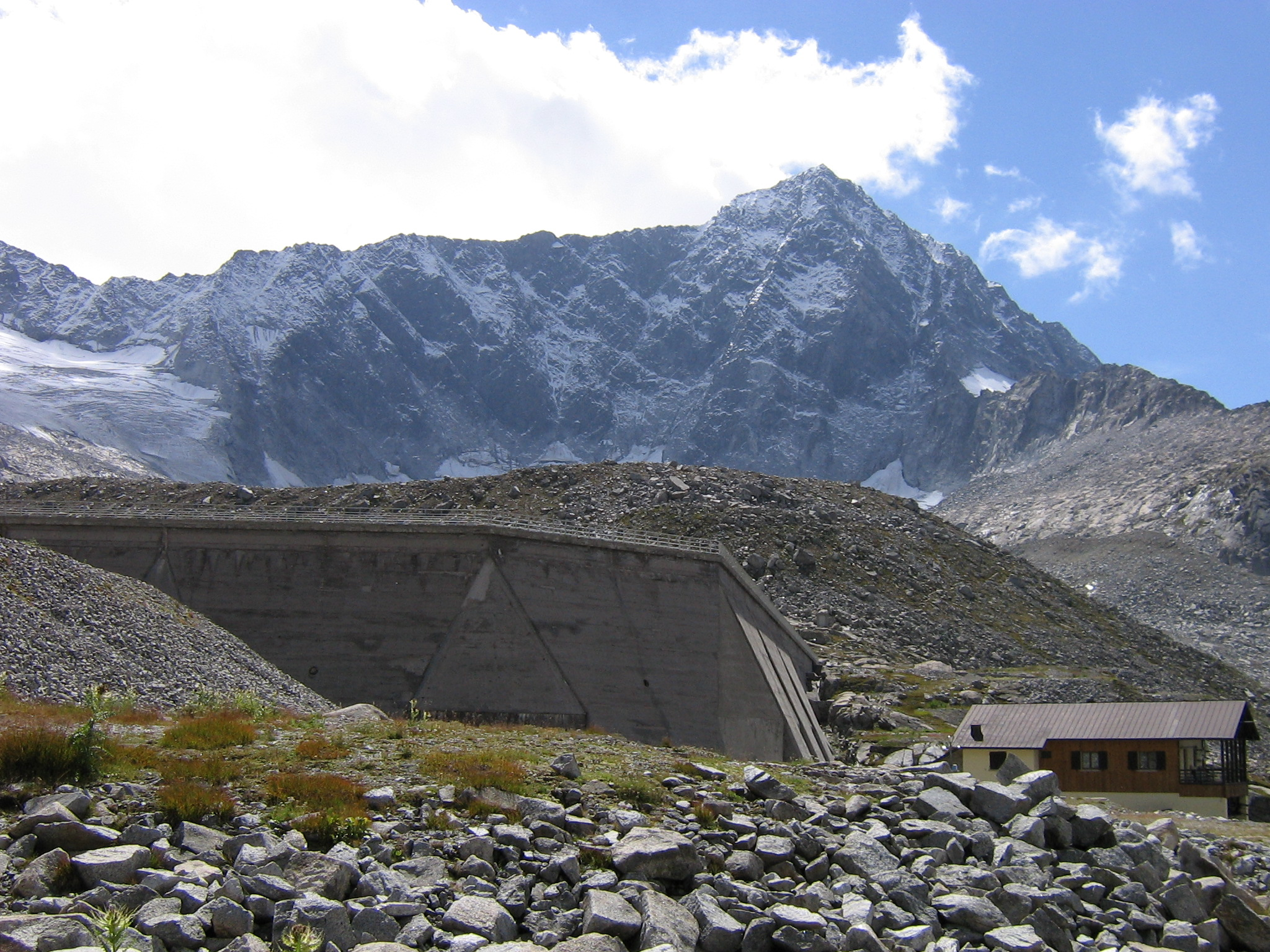
La diga che sostiene il lago, con la parete nord dell'Adamello sullo sfondo.